# Кабил
Каби́л (каз. Қабыл) — село у складі Акжаїцького району Західноказахстанської області Казахстану. Входить до складу Акжольського сільського округу.
У радянські часи село називалось Отділення № 2 совхоза Лбіщенський або Прогрес.
Населення — 371 особа (2021; 455 у 2009, 495 у 1999, 505 у 1989).